# Biskupi roermondscy
Biskupi roermondscy - lista biskupów ordynariuszy i biskupów pomocniczych diecezji Roermond, w Holandii.

## Biskupi Roermond (1559-1801)
| L.p. | Lata rządów | Imię i nazwisko                                     |
| ---- | ----------- | --------------------------------------------------- |
| *    | 1559–1562   | sede vacante                                        |
| 1.   | 1562–1569   | bp Wilhelm Damasus van der Linden                   |
| 2.   | 1569–1609   | bp Henricus Cuyckius                                |
| 3.   | 1611–1639   | bp Jacobus a Castro                                 |
| *    | 1639–1651   | sede vacante                                        |
| 4.   | 1651–1657   | bp Andreas Creusen                                  |
| 5.   | 1659–1666   | bp Eugenius Albertus d’Allamont                     |
| 6.   | 1672–1673   | bp Lancelot de Gottignies                           |
| 7.   | 1677–1700   | bp Reginaldus Cools                                 |
| 8.   | 1701–1722   | bp Angelus d’Ongnies und d’Estrees                  |
| 9.   | 1722–1741   | bp Franciscus Louis Sanguessa                       |
| 10.  | 1743–1746   | bp Josephus Werbrouck                               |
| 11.  | 1746–1769   | bp Johannes de Robiano                              |
| 12.  | 1770–1775   | bp Henricus Josephus Kerens                         |
| 13.  | 1775–1793   | bp Philippus Reichsgraf van en tot Hoensbroeck      |
| 14.  | 1794–1801   | bp Joannes Baron van Velde tot Melroy en Sart-Bomal |

## Biskupi Roermond (od 1853 r.)

### Ordynariusze
| L.p. | Lata rządów | Imię i nazwisko         |
| ---- | ----------- | ----------------------- |
| 15.  | 1853–1886   | bp Joannes Paredis      |
| 16.  | 1886–1900   | bp Franciscus Boermans  |
| 17.  | 1900–1913   | bp Josephus Drehmanns   |
| 18.  | 1914–1932   | bp Laurentius Schrijnen |
| 19.  | 1932–1958   | bp Gulielmus Lemmens    |
| 20.  | 1958–1958   | bp Antonius Hanssen     |
| 21.  | 1959–1970   | bp Petrus Moors         |
| 22.  | 1972–1993   | bp Joannes Gijsen       |
| 23.  | 1993–2017   | bp Frans Wiertz         |
| 24.  | 2018–2023   | bp Harrie Smeets        |
| 25.  | od 2024     | bp Ron van den Hout     |

### Biskupi pomocniczy
- 1947–1958: bp Antonius Hanssen, koadiutor, biskup tytularny Birtha
- 1965–1972: bp Edmond Beel, biskup tytularny Sucarda
- 1982–1997: bp Alphonsus Castermans, biskup tytularny Skálholt
- 1984–1985: bp Johannes ter Schure, biskup tytularny Sigus
- od 1998 r.: bp Everard de Jong, biskup tytularny Cariana